# Radio Televizioni Shqiptar

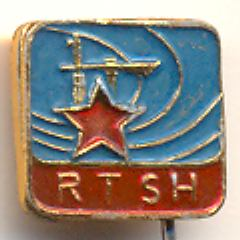
Znaczek z lat 80. XX wieku, rozprowadzany wśród zagranicznych słuchaczy Radia Tirana

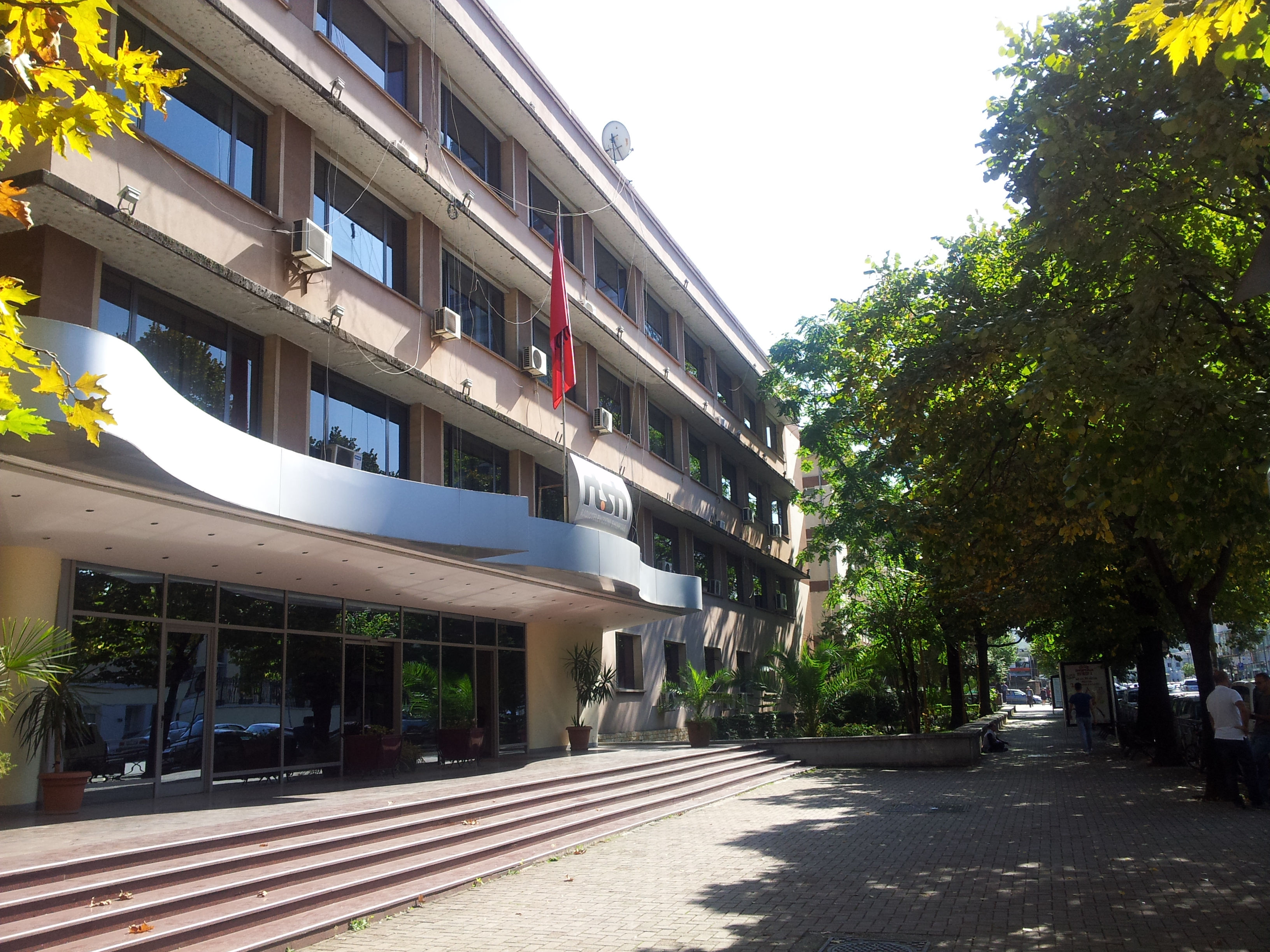
Siedziba RTSH w Tiranie

Radio Televizioni Shqiptar (RTSH, Albańskie Radio i Telewizja) – albański publiczny nadawca radiowo-telewizyjny z siedzibą w Tiranie. Powołany do życia dekretem króla Zogu I z dnia 7 lipca 1938 roku. Dyrektorem stacji został pisarz i publicysta Gjergj Bubani, redaktorem naczelnym kompozytor Dhora Leka. 
Pierwsza transmisja audycji Radio Tirana odbyła się 28 listopada 1938. Program emitowano na falach krótkich, z nadajnika o mocy 3 kW. Stacja nadawała początkowo przez trzy godziny dziennie.
29 kwietnia 1960 roku odbyła się pierwsza transmisja programu telewizji albańskiej, z nadajnika znajdującego się w Tiranie. Jeszcze w 1976 roku program albańskiej telewizji trwał 4,5 godziny dziennie i był nadawany w godzinach wieczornych. W tym czasie poza wiadomościami i audycjami muzycznymi program zawierał także informacje o imprezach kulturalnych i omówienia książek.
Radio Tirana nadawało również do 1989 audycje w języku polskim. Spikerami byli Albańczycy, którzy ukończyli studia filologiczne i byli przygotowywani językowo przez jedną z Polek mieszkających w Tiranie (zob. Kazimierz Mijal, Komunistyczna Partia Polski).

## Nadawane kanały

### Telewizja
| Logo | Kanał            | HD |
| ---- | ---------------- | -- |
|      | RTSH 1           |    |
|      | RTSH 2           |    |
|      | RTSH 3           |    |
|      | RTSH Shkollë     |    |
|      | RTSH Film        |    |
|      | RTSH Muzikë      |    |
|      | RTSH Shqip       |    |
|      | RTSH Fëmijë      |    |
|      | RTSH Sport       |    |
|      | RTSH Plus        |    |
|      | RTSH 24          |    |
|      | RTSH Agro        |    |
|      | RTSH SAT         |    |
|      | RTSH Kuvend      |    |
|      | RTSH Gjirokastra |    |
|      | RTSH Korça       |    |
|      | RTSH Kukësi      |    |
|      | RTSH Shkoder     |    |

### Radio
- Radio Tirana (również Radio Tirana 1)
- Radio Tirana 2
- Radio Tirana 3
- Radio Tirana International
- Radio Tirana Klasik
- Radio Tirana Jazz
- Radio Tirana Fëmijë
- Radio Korça
- Radio Gjirokastra
- Radio Shkodra
- Radio Kukësi